# عدسات فرينل فائقة الإشعاع

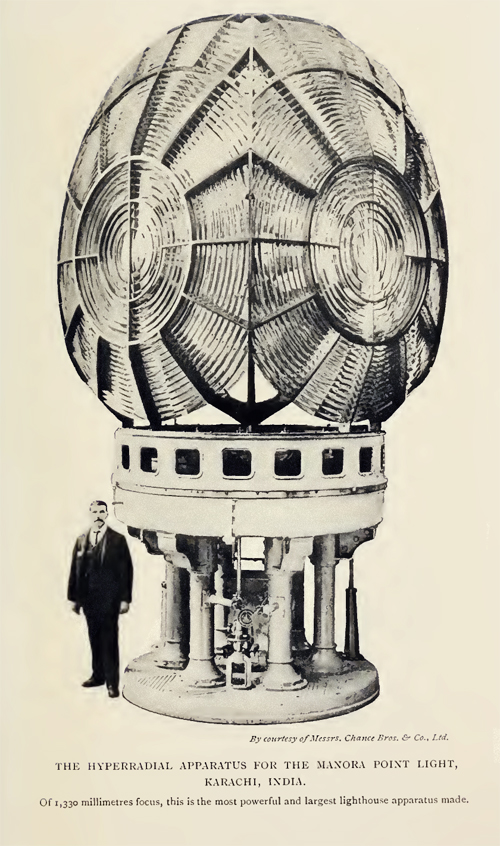

عدسات فرينل شديدة الإشعاع (فائقة الإشعاع) هي عدسات فرينل كبيرة الحجم، تستخدم في المنارات. تتميز هذه العدسات بأنها أكبر حجماً من عدسات «المرتبة الأولى» حيث انها تمتلك بعد بؤري مقداره 1330 مم (52.36 إنش). تم ذكر فكرة هذه العدسة من قبل المهندس توماس ستيفنسون في عام 1869 واقترحها لأول مرة العالم جون ريتشاردسون ويغام في عام 1872، ثم اقترحها توماس ستيفنسون مرة أخرى في عام 1885 (منتهكاً براءة الإختراع الخاصة ب ويغام).
تم تصنيع العدسة فائقة الإشعاع في عام 1885 من قبل «شركة باربييه ، بينارد ، إتورين» في باريس كعدسة اختبار لتجارب الإضاءة التي كانت تجري على منارة جنوب فورلاند في المملكة المتحدة. لاحقاً أنتجت شركة «تشانس براذرز وشركاءه» أول عدسة فائقة الإشعاع عام 1887 في المملكة المتحدة.
تم تسمية هذه العدسات في الأصل باسم العدسات ثنائية الشكل، وبعد ذلك تم تسميتها بالعدسات ثلاثية الشكل والرباعية بواسطة العالم ويغام. في حين استخدم توماس ستيفنسون مصطلح العدسة شديدة الإشعاع، وفي النهاية تم إعادة تسميتها بالعدسة فائقة الشعاع بواسطة جيمس كينوارد من شركة «تشانس براذرز وشركاءه».
كانت عدسات فرينل فائقة الإشعاع أكبر العدسات التي تم استخدامها على الإطلاق وتم تركيبها في عدة منارات رئيسية حول العالم، منها: منارة «ماكابو بوينت لايت» في أواهو (هاواي) ومنارة «كيب سانت فنسنت» في البرتغال. في حلول العشرينات من القرن الماضي، جعلت تقنية المصابيح عالية الكثافة العدسات من هذا الحجم نادرة الاستعمال.
تم تركيب عدسات فرينل شديدة الإشعاع في إحدى وثلاثين منارة حول العالم. كانت نسبة كبيرة منها مخصصة للمنارات حول بريطانيا العظمى وأيرلندا، مع استخدام أربعة أخرى في مواقع حول سريلانكا. على الرغم من التطورات في تقنية الإضاءة، لا يزال هناك عدد منها قيد الاستخدام اليوم، والبعض منها موجود في المتاحف، إما معروضة أو في المخزن، وتم تفكيك الباقي أو فقده.